# Petit théâtre du monastère des Lazaristes
Le Petit théâtre du monastère des Lazaristes ( : Μικρό Θέατρο Μονής Λαζαριστών) est un théâtre situé au sein de l'espace culturel du même nom, dans les environs de Thessalonique, en Grèce.

## Emplacement
Le bâtiment est situé au numéro 25-27 de la rue Kolokotrónis (grec moderne : Οδός Κολοκοτρώνη), à Stavroúpoli, dans les environs de Thessalonique. Il fait partie d'un espace culturel du même nom de plus grande taille, hébergé au sein de l'ancien monastère des Lazaristes.

## Histoire et description
D'une capacité totale de 150 places, la salle est en service depuis 1997, date à laquelle la restauration de l'ensemble du bâtiment est achevée, en préparation des événements qui accompagnent la désignation de Thessalonique en tant que capitale européenne de la culture,. Depuis lors, elle accueille en permanence des représentations théâtrales, des concerts, des expositions, ainsi d'autres types d'événements.